# Campeonato de Apertura de Chile 1940
El Campeonato de Apertura 1940 fue la 5.º edición del torneo que sirvió de prólogo al campeonato nacional en la temporada de ese año, siendo organizado por la Asociación Central de Fútbol.
Participaron en él los diez clubes de la Primera División de 1940, resultando campeón Colo-Colo, luego de derrotar en el partido final a Universidad de Chile por 3-2.

## Desarrollo

### Primera fase
| 13 de abril de 1940 | Universidad Católica | 1:0 | Audax Italiano |  |  |
|                     | Anotado              |     |                |  |  |

|  | Santiago Morning | 4:2 | Unión Española |  |  |
|  | Anotado          |     | Anotado        |  |  |

| 13 de abril de 1940 | Universidad de Chile         | 3:2 | Santiago National Juventus | Estadio Santa Laura, Santiago (Independencia) |  |
|                     | Alliende · Rossi · Holzaphel |     | Anotado                    |                                               |  |

|  | Colo-Colo | 4:2 | Badminton |  |  |
|  | Anotado   |     | Anotado   |  |  |

|  | Green Cross | 4:1 | Magallanes |  |  |
|  | Anotado     |     | Anotado    |  |  |

### Segunda fase
|  | Universidad Católica | 3:2 | Santiago Morning |  |  |
|  | Anotado              |     | Anotado          |  |  |

|  | Colo-Colo | 4:0 | Green Cross |  |  |
|  | Anotado   |     |             |  |  |

### Tercera fase
| 2 de mayo de 1940 | Universidad de Chile      | 2:0 | Universidad Católica | Estadio Nacional, Santiago (Ñuñoa) |                                 |
|                   | Passalacqua · Passalacqua |     |                      | Asistencia: 18.000 espectadores    | Asistencia: 18.000 espectadores |

### Final
|       | POR   | Valentín Erazo     |  |
|       | DEF   | Santiago Salfate   |  |
|       | DEF   | Enrique Rebolledo  |  |
|       | MED   | Segundo Flores     |  |
|       | MED   | Amadeo San Juan    |  |
|       | MED   | José Pastene       |  |
|       | DEL   | Enrique Sorrel     |  |
|       | DEL   | Juan Vergara       |  |
|       | DEL   | Alfonso Domínguez  |  |
|       | DEL   | Norton Contreras   |  |
|       | DEL   | Tomás Rojas        |  |
| D. T. | D. T. | Guillermo Saavedra |  |

|       | POR | Eduardo Simian      |  |
|       | DEF | Rafael Breñas       |  |
|       | DEF | Francisco Las Heras |  |
|       | MED | Luis Castro         |  |
|       | MED | Óscar Sánchez       |  |
|       | MED | Eduardo De Saa      |  |
|       | DEL | Abanés Passalacqua  |  |
|       | DEL | Antonio Rossi       |  |
|       | DEL | Julio Alliende      |  |
|       | DEL | José Balbuena       |  |
|       | DEL | Eduardo Holzaphel   |  |
| D. T. |     |                     |  |

| 12' · 51' · 62' | Juan Vergara Alfonso Domínguez | 1-1 2-1 3-1 |

| 2' · 79' | Abanés Passalacqua | 0-1 3-2 |

| Principal | Felipe Horta |

|       | POR   | Valentín Erazo     |  |
|       | DEF   | Santiago Salfate   |  |
|       | DEF   | Enrique Rebolledo  |  |
|       | MED   | Segundo Flores     |  |
|       | MED   | Amadeo San Juan    |  |
|       | MED   | José Pastene       |  |
|       | DEL   | Enrique Sorrel     |  |
|       | DEL   | Juan Vergara       |  |
|       | DEL   | Alfonso Domínguez  |  |
|       | DEL   | Norton Contreras   |  |
|       | DEL   | Tomás Rojas        |  |
| D. T. | D. T. | Guillermo Saavedra |  |

|       | POR | Eduardo Simian      |  |
|       | DEF | Rafael Breñas       |  |
|       | DEF | Francisco Las Heras |  |
|       | MED | Luis Castro         |  |
|       | MED | Óscar Sánchez       |  |
|       | MED | Eduardo De Saa      |  |
|       | DEL | Abanés Passalacqua  |  |
|       | DEL | Antonio Rossi       |  |
|       | DEL | Julio Alliende      |  |
|       | DEL | José Balbuena       |  |
|       | DEL | Eduardo Holzaphel   |  |
| D. T. |     |                     |  |

| 12' · 51' · 62' | Juan Vergara Alfonso Domínguez | 1-1 2-1 3-1 |

| 2' · 79' | Abanés Passalacqua | 0-1 3-2 |

| Principal | Felipe Horta |

|       | POR   | Valentín Erazo     |  |
|       | DEF   | Santiago Salfate   |  |
|       | DEF   | Enrique Rebolledo  |  |
|       | MED   | Segundo Flores     |  |
|       | MED   | Amadeo San Juan    |  |
|       | MED   | José Pastene       |  |
|       | DEL   | Enrique Sorrel     |  |
|       | DEL   | Juan Vergara       |  |
|       | DEL   | Alfonso Domínguez  |  |
|       | DEL   | Norton Contreras   |  |
|       | DEL   | Tomás Rojas        |  |
| D. T. | D. T. | Guillermo Saavedra |  |

|       | POR | Eduardo Simian      |  |
|       | DEF | Rafael Breñas       |  |
|       | DEF | Francisco Las Heras |  |
|       | MED | Luis Castro         |  |
|       | MED | Óscar Sánchez       |  |
|       | MED | Eduardo De Saa      |  |
|       | DEL | Abanés Passalacqua  |  |
|       | DEL | Antonio Rossi       |  |
|       | DEL | Julio Alliende      |  |
|       | DEL | José Balbuena       |  |
|       | DEL | Eduardo Holzaphel   |  |
| D. T. |     |                     |  |

| 12' · 51' · 62' | Juan Vergara Alfonso Domínguez | 1-1 2-1 3-1 |

| 2' · 79' | Abanés Passalacqua | 0-1 3-2 |

| Principal | Felipe Horta |

|       | POR   | Valentín Erazo     |  |
|       | DEF   | Santiago Salfate   |  |
|       | DEF   | Enrique Rebolledo  |  |
|       | MED   | Segundo Flores     |  |
|       | MED   | Amadeo San Juan    |  |
|       | MED   | José Pastene       |  |
|       | DEL   | Enrique Sorrel     |  |
|       | DEL   | Juan Vergara       |  |
|       | DEL   | Alfonso Domínguez  |  |
|       | DEL   | Norton Contreras   |  |
|       | DEL   | Tomás Rojas        |  |
| D. T. | D. T. | Guillermo Saavedra |  |

|       | POR | Eduardo Simian      |  |
|       | DEF | Rafael Breñas       |  |
|       | DEF | Francisco Las Heras |  |
|       | MED | Luis Castro         |  |
|       | MED | Óscar Sánchez       |  |
|       | MED | Eduardo De Saa      |  |
|       | DEL | Abanés Passalacqua  |  |
|       | DEL | Antonio Rossi       |  |
|       | DEL | Julio Alliende      |  |
|       | DEL | José Balbuena       |  |
|       | DEL | Eduardo Holzaphel   |  |
| D. T. |     |                     |  |

| 12' · 51' · 62' | Juan Vergara Alfonso Domínguez | 1-1 2-1 3-1 |

| 2' · 79' | Abanés Passalacqua | 0-1 3-2 |

| Principal | Felipe Horta |

## Campeón
| Campeón Colo-Colo |
| 3.º título        |